# Sloka

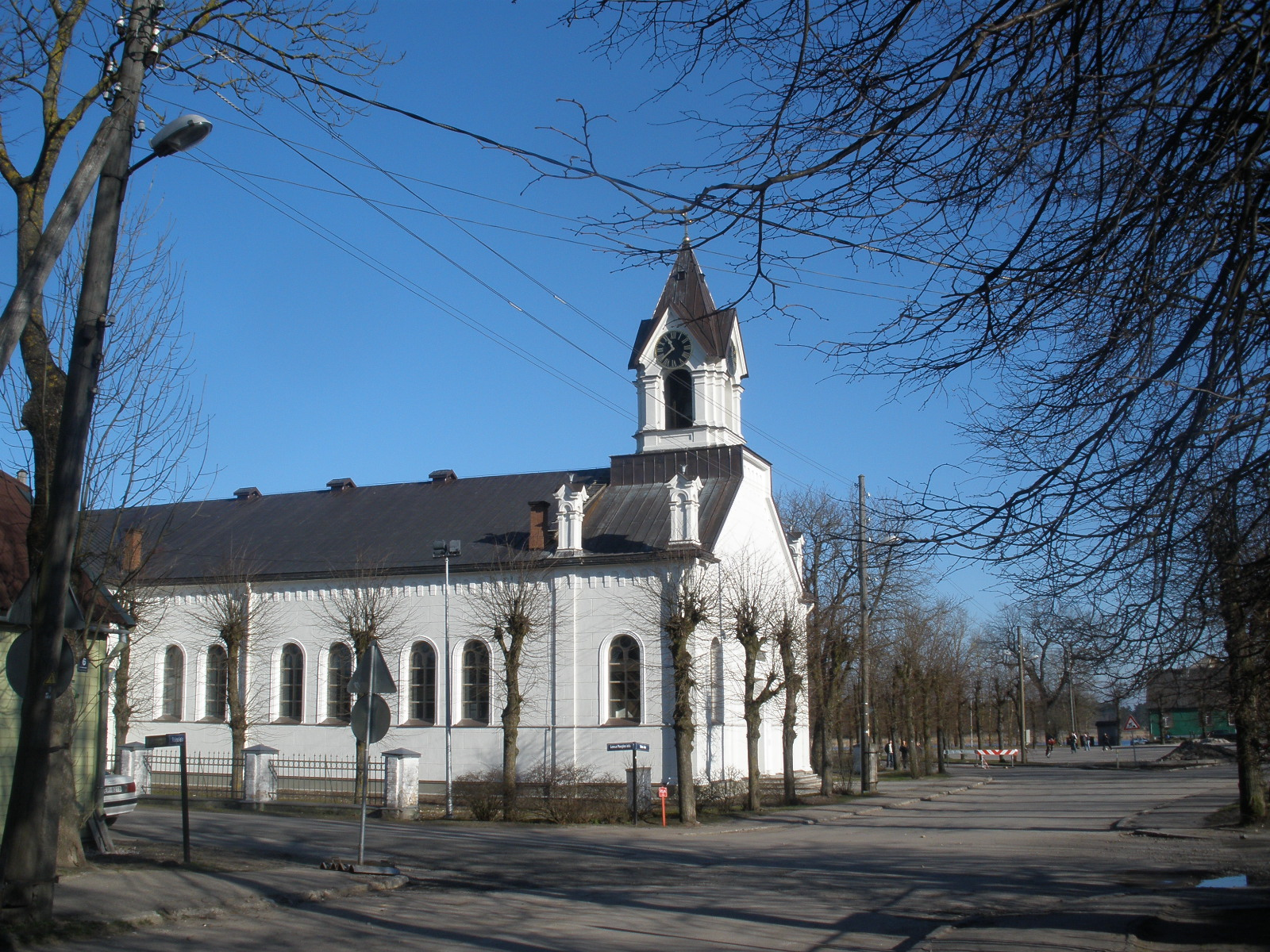
Kościół w Sloce, Wielkanoc 2009

Sloka – część Jūrmali, położona na lewym brzegu Lelupy. W latach 1878–1959 oddzielne miasto.

Herb miejscowości Sloka